# Stordø Kisgruber

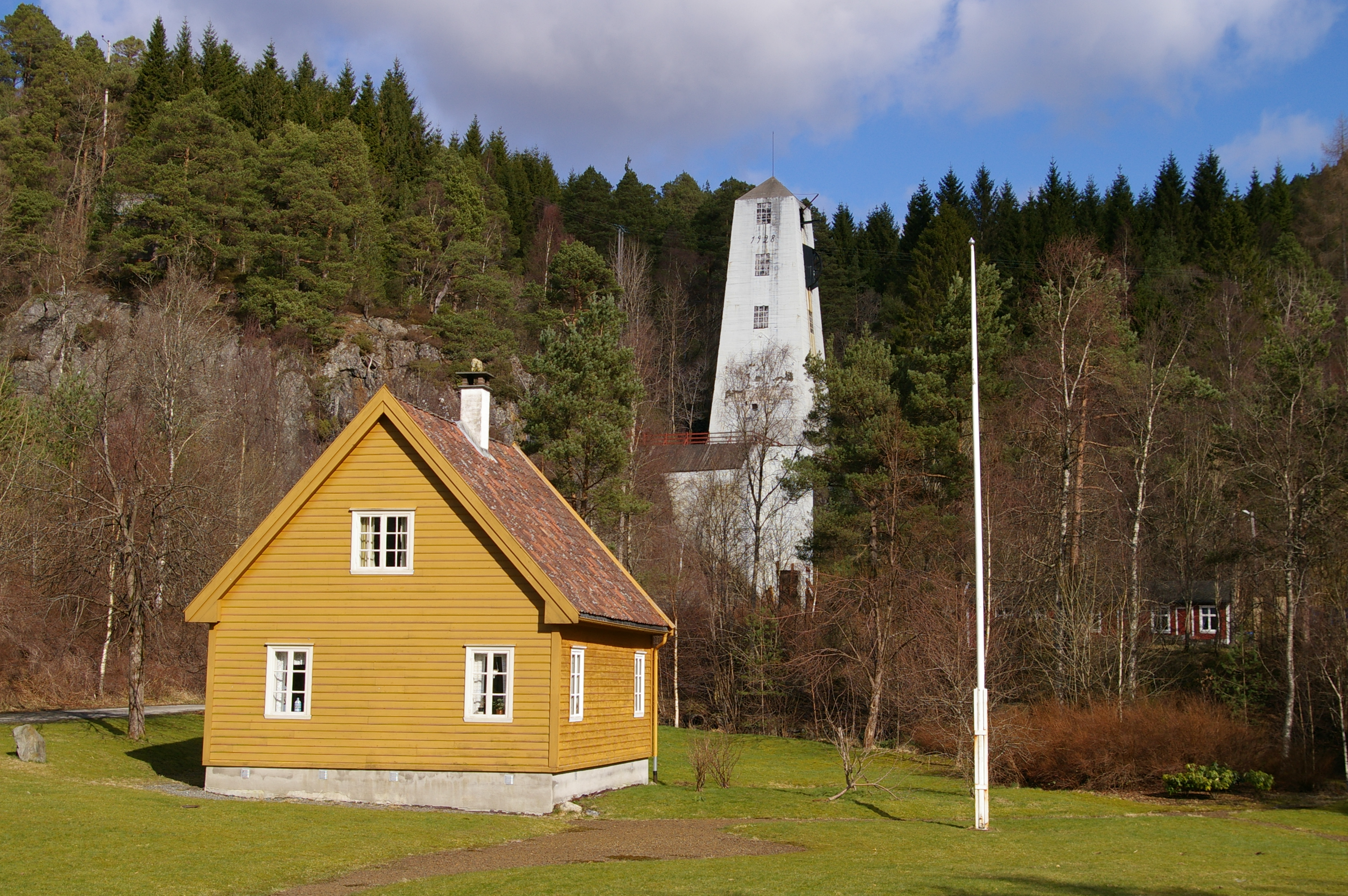
Ein restauriertes Arbeiterhaus sowie im Hintergrund der Schachtturm der Stordø Kisgruber von 1928

Die Stordø Kisgruber A/S war ein norwegisches Unternehmen, das von 1907 bis 1968 in Litlabø auf der in der westnorwegischen Provinz Vestland liegenden Insel Stord eine Pyritmine betrieb.

## Geschichte

### Die Anfangsjahre
Im Jahr 1861 fanden zwei Bauern in der Gegend Pyrit und 1865 begann sporadisch ein Tagebau, später ging man zum Abteufen über. Die Bergener Bergbaugesellschaft (norwegisch Det Bergenske Grubeselskab) kaufte das Grundstück in den 1870er Jahren. Als mit dem Bau der Eisenbahnstrecke zwischen Bergen und Voss begonnen wurde, war der Bedarf an Dynamit beträchtlich. Deshalb wurde 1877 mit der Dynamitproduktion begonnen und die Mine größtenteils nur betrieben, um Pyrit für die Schwefelsäureproduktion zu gewinnen. In einer kalten Winternacht im Jahr 1880 erstarrte das Nitroglycerin in den Rohren und es war schwierig, am nächsten Morgen die Produktion aufzunehmen. In der Absicht, das Nitroglycerin aufzutauen, explodierte die gesamte Anlage. Die Fabrik wurde dem Erdboden gleichgemacht, drei Männer starben und einer überlebte. Fünf Jahre später verkaufte die Gesellschaft die Minen an die Ingenieure Koren und Tørres Dale, die zwanzig Jahre zuvor die ersten Pyrite entdeckt hatten.
In der europäischen Industrie bestand ein großer Bedarf an Pyrit, und 1904 wurde das Anwesen an belgische Industrielle verkauft. Stordø Kisgruber A/S wurde am 11. Februar 1907 gegründet und später an deutsche Eigentümer verkauft. Die Deutschen modernisierten den Betrieb mit großen Summen.

### Der Verkauf
Der erste Großaktionär der Stordø Kisgruber A/S war H. Fasting aus Antwerpen. Bereits am 28. Februar 1908 wurden zwei Drittel der Anteile an die deutsche Zellstofffabrik Waldhof verkauft und 1912 kaufte diese auch die restlichen Anteile. Waldhof entwickelte und erneuerte den Bergbau, doch als dieser gut anlief, verlor Waldhofs Einfluss.
Stordø Kisgruber erhielt seinen Strom ab 1922 hauptsächlich aus dem eigenen Kraftwerk in Børtveit, etwa 13 km nördlich von Litlabø. Von hier wurden in einem durchschnittlichen Jahr 7 GWh geliefert.
Während der Besetzung Norwegens durch die Nazis lieferten die Minen Pyrit nach Deutschland für die Rüstungsindustrie des Landes. Im Jahr 1941 belief sich die Produktion auf 9.000 Tonnen pro Monat. In der Nach des 24. Januar 1943 wurde die Mine Ziel des britischen Kommandos Operation Cartoon. In verschiedenen Gebäuden in Litlabø wurden mehrere Dynamitladungen gezündet. Unter anderem wurden die Fördermaschine, das Kompressorenhaus und der Lokomotivschuppen gesprengt.
Die Pyritvorkommen in Stord waren zu dieser Zeit die ertragärmsten aller bekannten Pyritminen der Welt. Sie enthielten kaum 23 % Schwefel und kein Kupfer, das in Pyrit häufig vorkommt. Waldhof entschied sich dennoch für eine Investition in die Stordø-Pyritvorkommen, da das Unternehmen große Mengen davon für die Zelluloseproduktion benötigte. Spanische Pyritvorkommen dominierten den Markt und beeinflussten unter anderem den Pyritpreis. Als Eigentümer der Stordø-Pyritvorkommen konnte Waldhof den Preis selbst festlegen.
Insgesamt wurden während des Minenbetriebs etwa acht Millionen Tonnen Erz abgebaut. Die Mine beschäftigte zeitweise zwischen 150 und 400 Arbeiter. Die profitabelste Zeit war in den 1950er Jahren. Die Arbeiter lebten in gelben Häusern rund um das Bergbaugebiet, während die Beamten in weißen Häusern wohnten, die näher an der Küste gelegen waren. Der Minenschacht unter dem charakteristischen Aufzugsturm ist etwa 750 Meter tief und führt senkrecht nach unten. Alle 50 Meter führen mehrere Kilometer Minenschächte in den Berg. Insgesamt gibt es 80 km Minenschächte, die heute größtenteils mit Wasser gefüllt sind.
Das Silikat wurde mit einer elektrischen Eisenbahn 3,3 km zum Verschiffungshafen Grunnavågneset bei Sagvåg  transportiert. Die Anlage hatte eine Ladekapazität von etwa 2.000 Tonnen pro Schicht und eine Lagerkapazität von 40.000 Tonnen.

### Stilllegung
Nach dem Krieg übernahm der Staat das Unternehmen als Kriegsbeute. Der 30. April 1968 war letzte Tag, an dem Erz abgebaut wurde. Bis Januar wurde aus dem gewonnenen Gestein noch Kies produziert. Die Gemeinde Stord übernahm Stordø Kisgruber am 2. Dezember 1972. In den 1970er Jahren wurden zahlreiche alte Gebäude renoviert. Unter anderem die Waschanlage, die Trennungsanlage, den Steinbrecher sowie viele der früheren Arbeiterunterkünfte riss man ab. Wohnhäuser, die noch als nutzbar galten, wurden an Privatpersonen veräußert. Die größeren verbliebenen Gebäude wurden in Gewerbeflächen umgewandelt und vermietet.

### Museumsbetrieb
Seit 1984 wird auf dem Gelände der ehemaligen Mine ein Bergbaumuseum betrieben (norwegisch Gruvemuseet på Litlabø). Kleine Teile des Bergstollens werden mit einer kleinen Grubenbahn mit einer Schmalspurbreite von 600 mm befahren bzw. können im Rahmen einer Führung zu Fuß besichtigt werden.